# 最上川さみだれ大堰
最上川さみだれ大堰（もがみがわさみだれおおぜき）は、山形県東田川郡庄内町と酒田市にまたがる、一級河川・最上川本流下流部、河口より28.3キロメートル付近に建設された堰である。
国土交通省東北地方整備局が管理する国土交通省直轄ダムで、庄内平野への灌漑を目的に建設された可動堰である。この堰はゴムが原材料の水門を用いており、空気を入れて膨張させることにより貯水を行う。こうした堰をラバーダムと呼ぶが、同型式の堰としては日本最大規模を誇る。

## 沿革
庄内平野の灌漑事業は1596年（慶長2年）に上杉景勝の重臣である甘粕景継が酒田を支配したことより始まる。景継は最上川右岸の灌漑を図るため「大町溝」を建設し、沿岸の新田開発を行った。上杉氏が関ヶ原の戦いで敗れて庄内は最上義光が支配、重臣の北楯利長が統治を行った。利長は最上川右岸の灌漑を促進する為1612年（慶長17年）に用水路である北楯大堰を建設。これ以後取水堰が相次いで建設され庄内平野は一大穀倉地帯へと変貌していった。
明治に入ると揚水ポンプによる取水が盛んになったが、ポンプ設置過多によって取水量が却って減少する副作用が現れた。戦後は食糧増産の観点から農林省（現・農林水産省）によって「国営農業水利事業」が全国各地で計画されたが、最上川水系でも米沢盆地や村山地域などでダム・頭首工・用水路を総合的に開発・運用して農地拡大を図ろうとした。庄内平野では1968年（昭和43年）に「国営最上川下流右岸農業水利事業」が施工され、最上峡最下流部に取水口である草薙頭首工が建設されて取水が強化された。左岸部においても最上川頭首工が建設され、北楯大堰への取水を強化した。こうした用水路・取水口整備によって庄内平野の灌漑は更に整備され、安定した水供給が期待された。
ところが1973年（昭和48年）・1984年（昭和59年）・1985年（昭和60年）の渇水では最上川の水量が異常に低下、草薙頭首工や最上川頭首工からの正常な取水が極めて困難になる事態となった。この為最上川を急遽仮締切堤で締め切り、取水口への取水を辛うじて行ったが正常な取水量の30%しか取水できなかった。こうした異常渇水を受け、最上川の自然な水量による取水では農業用水供給が不安定になる事が現実化し、安定した取水が流域の課題となった。
流域の土地改良区連合は「最上川下流農業用水対策推進協議会」を結成して安定した農業用水整備を農林水産省や建設省（現・国土交通省）、山形県に要望した。この結果農林水産省は「国営最上川下流左岸農業水利事業」を計画したが、その関連事業として1987年（昭和62年）、現地点に「最上川中流堰建設計画」が持ち上がった。これが最上川さみだれ大堰の原点である。

## 目的
「最上川中流堰建設事業」は「国営最上川下流左岸農業水利事業」の関連事業として1989年（平成元年）より建設省直轄事業として建設が開始された。最上川が庄内平野へ流出する最上峡の出口、北楯大堰の水源である立谷沢川合流点の直上流部に建設が行われ、6年の歳月を掛け1995年（平成7年）に完成した。この際に堰の名前を「最上川さみだれ大堰」に改称したが、これは松尾芭蕉の『奥の細道』に出てくる有名な句「五月雨を あつめて早し 最上川」に因んでいる。
目的は草薙頭首工・最上川頭首工の安定した取水を維持する事に因る最上川沿岸農地への農業用水安定供給と新規農地への灌漑、最上川下流の正常な流水量を維持する事で河川生態系を保護する不特定利水である。堰完成後は大きな渇水による被害も無く、安定した農業用水供給が図られている。その後も「国営最上川下流左岸農業水利事業」による灌漑整備は継続して実施されており、老朽化した北楯大堰・草薙頭首工・最上川頭首工の改築などが現在施工されている。

## 日本屈指のラバーダム
最上川さみだれ大堰の最大の特徴は水位を調節する水門がゴム引布製起伏堰である事、いわゆる「ラバーダム」型式である事が特徴である。ラバーダムとはゴム製の袋に空気を注入・排出する事によって起伏を調節する事で、貯水量を調節する型式の可動堰であり、鋼製の水門に比べ建設費や維持費の上でコスト削減に優れている事も特徴となっている。日本においては日野川の日野川堰（国土交通省中国地方整備局）などで採用されているが比較的小規模なものが多かった。最上川さみだれ大堰はこれらラバーダムの中では日本最大級である。
ラバーダムは空気の出し入れを利用して水位を調節する。最上川さみだれ大堰の場合は管理している国土交通省東北地方整備局・酒田河川国道事務所の堰管理所より起伏を遠隔操作する。堰の真下の地中に空気圧を調整する気閘室（きこうしつ）を設置し、そこから空気を給排気管を通じてゴム内部に給気・排気することでゴムを膨らませたり、萎ませたりする。農繁期の5月～9月は空気を膨らませ、農閑期の10月～4月にはゴムは萎ませる。一回のゴム起伏に掛かる時間は約3時間である。
ゴムが最大限に膨張した際の高さは約2.7mにもなる。だがゴムが萎んでいるときは河床の高さと全く同じ高さであり、一見するとただの橋にも見える。またゴムの先端部には「フィン」と呼ばれる突起があり、この突起によって流水によるゴムの振動を防ぎ安定した水量維持を図る。こうしたラバーダムを採用した結果総工費は鋼製の堰に比べて大幅な節減が可能となり、約150億円で完成する事が出来た。また、河川生態系への影響を最小限に抑える効果も期待されている。

## 観光
堰の両岸には魚道が設置されており、イワナ・アユなど20種類以上の魚が遡上している。右岸魚道の傍には「フィッシュギャラリー」という施設が建っているが、このギャラリーでは魚道を遡上する魚を観察することができる。右岸魚道に沿うような形で水族館の様にガラス越しに観察が可能であり、時期が良ければ魚類の大群が遡上するさまが見られる。
この「フィッシュギャラリー」は1998年（平成10年）にオープンしたが、そのユニークな設備が非常に好評であり年々来場者が増加している。開館当時の入場者数は年間2,645名であったが、2005年（平成17年）には年間8,164人と約4倍に増加し通算入場者数も約47,000人と5万人に迫る勢いとなっている。地域の新しい観光地として紹介されており、今後も観光客の増加が周辺地域より期待されている。
なお、堰のある清川という地区は幕末、尊王攘夷派の論客として名を馳せ、浪士組を組織し新撰組結成の契機を作った清河八郎正明の出生地としても知られ、付近には清河八郎記念館もある。また、日本三大悪風に挙げられる清川だしが吹き荒れる地域でもあったが、近年はそれを逆手に取った風力発電施設が設けられ、風車は観光名所にもなっている。上流部は名勝・最上峡があり、春や秋には船下りで色付く最上峡の絶景を楽しめる。

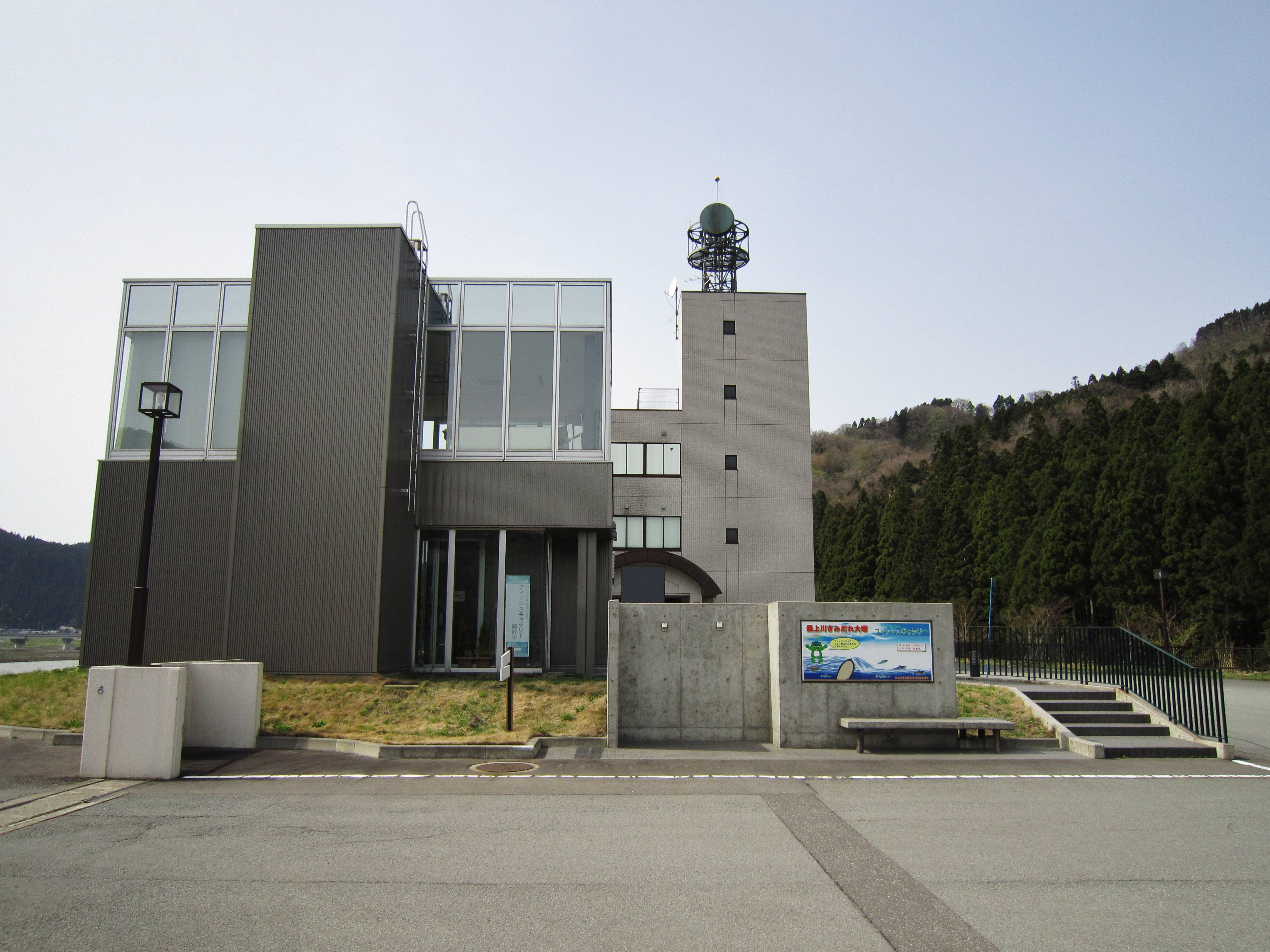
国交省飽海出張所
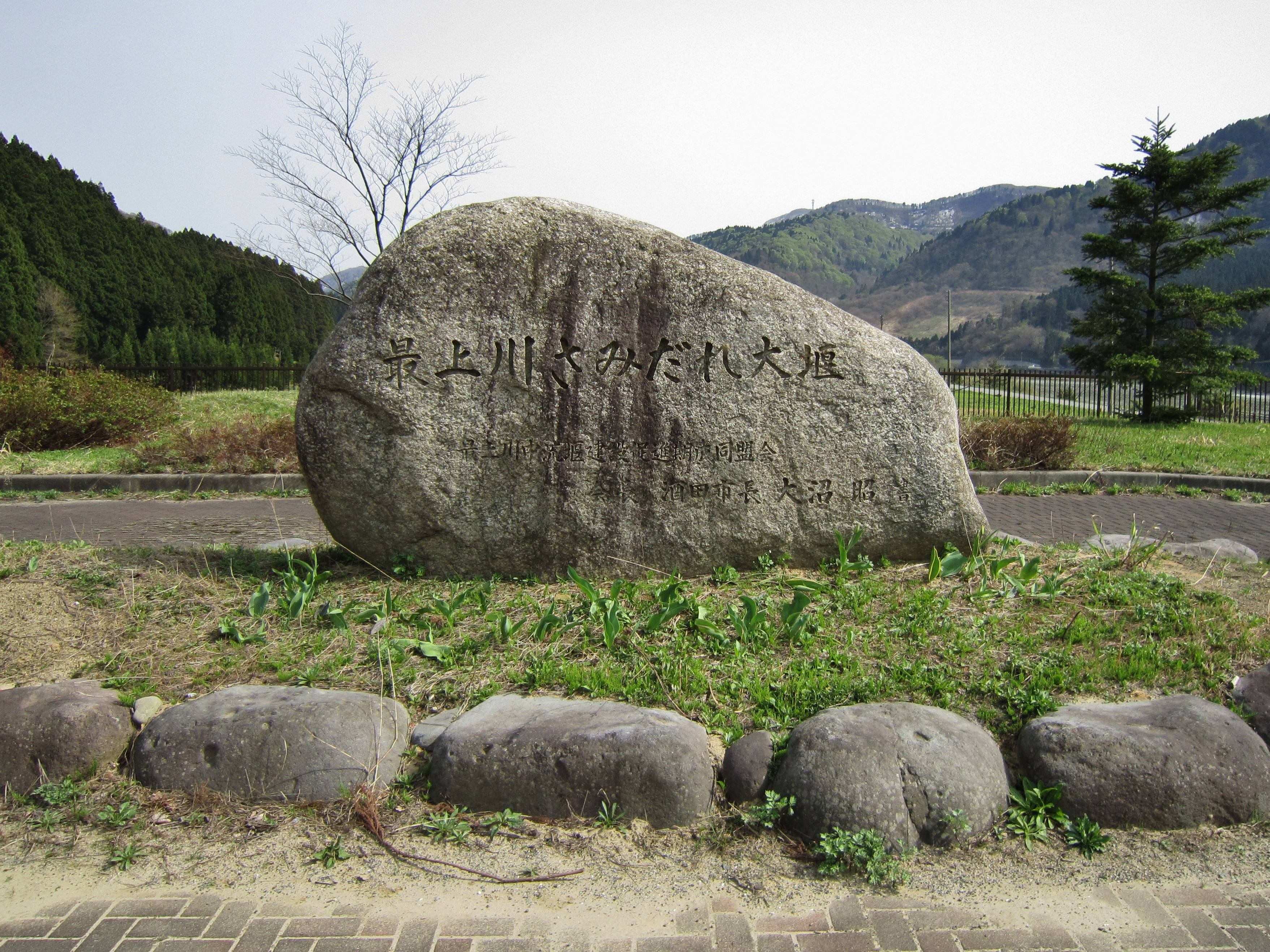
最上川さみだれ大堰の碑
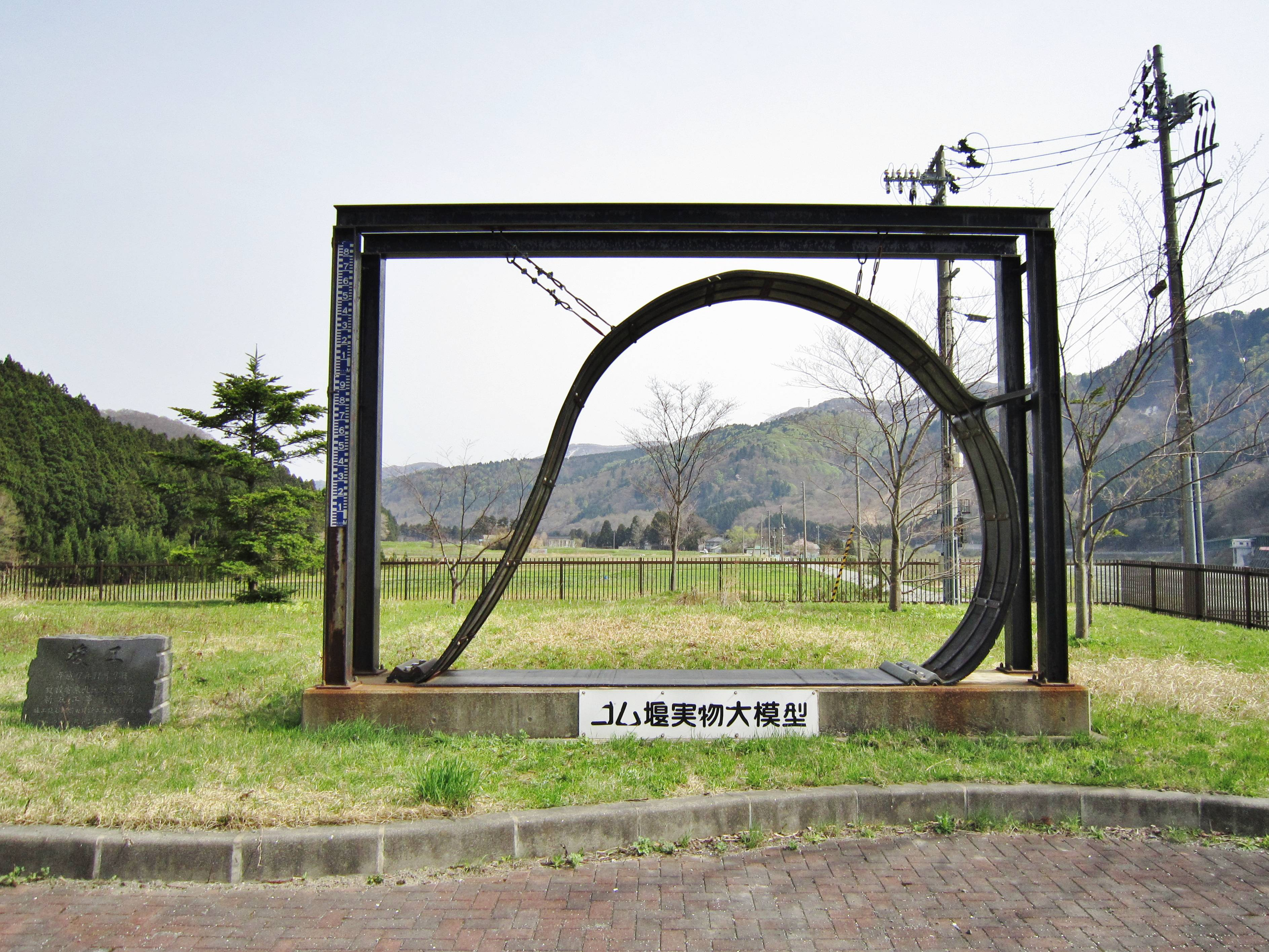
ゴム堰のカットモデル
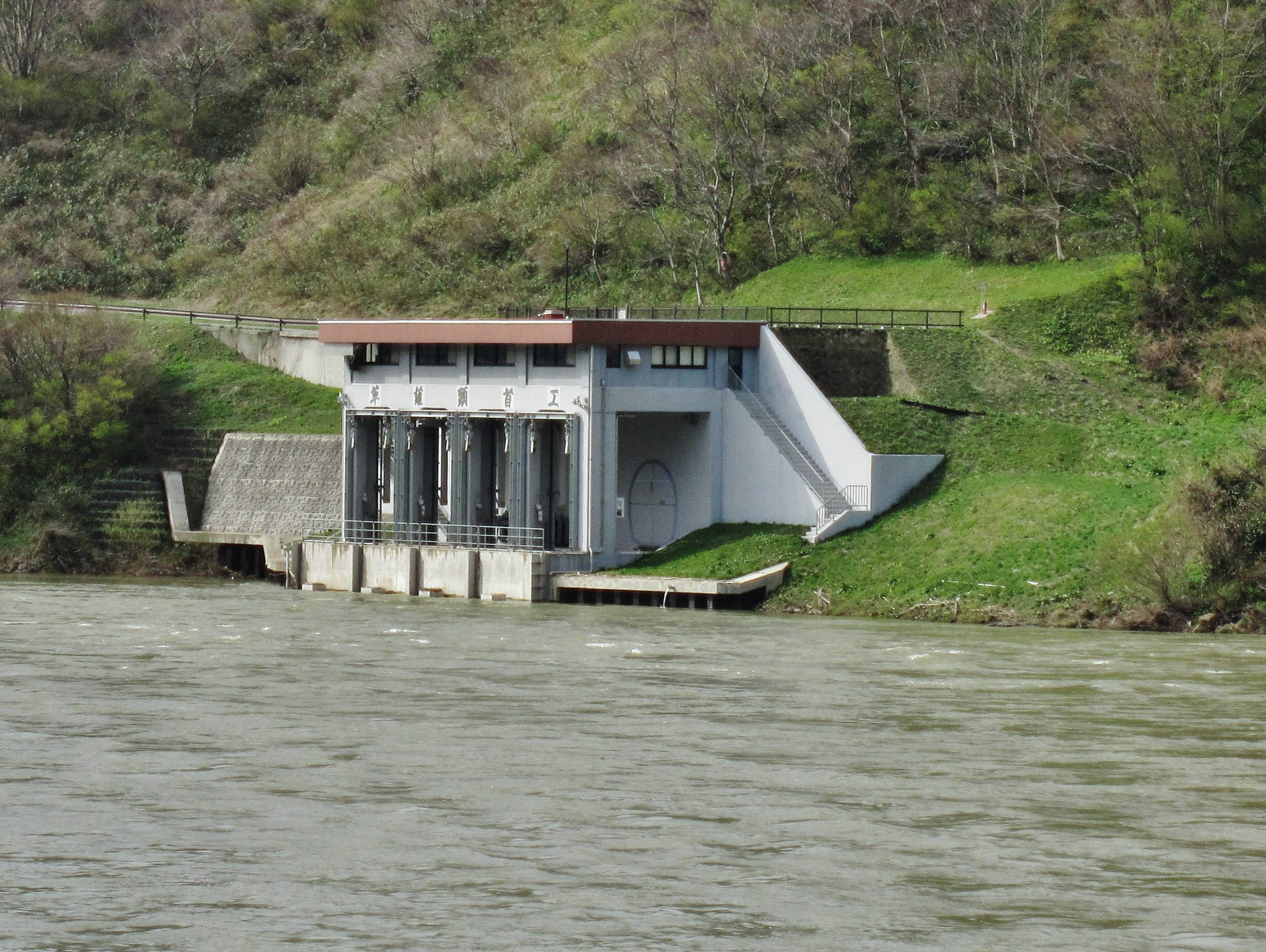
上流の草薙頭首工

## アクセス
最上川さみだれ大堰の最寄り駅はJR東日本陸羽西線・清川駅で、そこから車で5分の至近距離のところにある。車でのアクセスは以下の通りである。
- 酒田市方面から：山形自動車道・酒田インターチェンジより国道7号経由で国道47号を最上峡・戸沢村・新庄市方面へ直進する。JR清川駅を過ぎ、立谷沢川を渡ると左手に見えてくる。
- 鶴岡市方面から：山形自動車道・鶴岡インターチェンジより国道345号経由で狩川より国道47号に入る。以後は酒田市方面からのルートと同様の行程である。
- 新庄市方面から：国道47号を戸沢村・酒田市方面に直進する。最上峡沿いに下り腹巻トンネルを過ぎると到着する。